# Toro Rosso STR6
El Toro Rosso STR6 es un monoplaza de Fórmula 1 diseñado por la escudería Toro Rosso para competir en la temporada 2011. Fue pilotado por Sébastien Buemi y Jaime Alguersuari.

## Presentación
El Toro Rosso STR6 fue presentado el 1 de febrero de 2011 en el Circuito de Cheste. La presentación consistió en un acto ante la prensa donde destaparon el monoplaza e hicieron una sesión de fotos. Fue puesto en pista por primera vez ese mismo día por Jaime Alguersuari. En comparación con su antecesor, destacaba por una nariz más estilizada y por unos pontones laterales más pegados al monoplaza. Además, sorprendió con un diseño del fondo plano sobre el cual desembocaban directamente los escapes.

## Resultados
(Clave) (negrita indica pole position) (cursiva indica vuelta rápida)
| Año  | Motor              | Neu. | N.º | Pilotos           | 1   | 2   | 3   | 4   | 5   | 6   | 7   | 8   | 9   | 10  | 11  | 12  | 13  | 14  | 15  | 16  | 17  | 18  | 19  | Puntos | Pos. |
| ---- | ------------------ | ---- | --- | ----------------- | --- | --- | --- | --- | --- | --- | --- | --- | --- | --- | --- | --- | --- | --- | --- | --- | --- | --- | --- | ------ | ---- |
| 2011 | Ferrari 056 2.4 V8 | P    |     |                   | AUS | MYS | CHN | TUR | ESP | MON | CAN | EUR | GBR | GER | HUN | BEL | ITA | SIN | JPN | RCO | IND | ABU | BRA | 41     | 8º   |
| 2011 | Ferrari 056 2.4 V8 | P    | 18  | Sébastien Buemi   | 8   | 13  | 14  | 9   | 14  | 10  | 10  | 13  | Ret | 15  | 8   | Ret | 10  | 12  | Ret | 9   | Ret | Ret | 12  | 41     | 8º   |
| 2011 | Ferrari 056 2.4 V8 | P    | 19  | Jaime Alguersuari | 11  | 14  | Ret | 16  | 16  | Ret | 8   | 8   | 10  | 12  | 10  | Ret | 7   | 21  | 15  | 7   | 8   | 15  | 11  | 41     | 8º   |